# PICO PARK
《PICO PARK》是日本独立游戏工作室TECOPARK开发及发行的一款动作解谜游戏。Microsoft Windows版2016年發行，任天堂Switch版2019年發行；兩版本遊戲機制大致相同，但内容和模式上有所區別。
游戏特色在于由多个玩家协力合作攻略特别的关卡，如仅凭一人无法通过的地形、需要特定人数才能移动的方块、升降装置，取得钥匙后全员到达终点即可通关。

## 游戏系统
本作先後推出Windows版和任天堂Switch版。兩個版本基本游戏系统相同，但在内容和模式上有一定区别。
Windows游戏人数为2～10人，包括20个通常关卡和对战关卡，游戏画面为不滚动的横向视点固定画面。
任天堂Switch版游戏人数为2～8人，分为三种模式：
- WORLD MODE：48个关卡，共有12种类型，每种类型4个关卡，画面为横向滚动。
- ENDLESS MODE：包括4种协作游玩的迷你游戏，可以记录每个玩家的最高分数，游戏画面包括固定画面和横向滚动。
- BATTLE MODE：包括4种对战用的迷你游戏，可以选择任意可重复的游戏进行比赛，先赢得3局的玩家获胜，游戏画面均为固定画面。

## 游戏开发
本作几乎由TECOPARK工作室的TECO一个人独立完成。TECO表示，在聚会玩游戏时，大家都只是盯着各自掌机的画面，因此而产生了开发一款，能让每个人注视同样画面并一起游玩的游戏的想法。
游戏开发时间为2013年秋至2014年，起初游戏名为“PICOLECITTA”，但被周围人认为很难记住，因此改名为“PICO PARK”。在游戏开发上，TECO表示受到了任天堂游戏《塞尔达传说 四人之剑+》（最多4人游玩）、Hudson Soft游戏《Saturn Bomberman》（最多10人游玩）等的影响。

## 評價
《Fami通》雜誌四位編輯爲遊戲打出32/40分。